# Ernest Drezen
Ernest Karlovici Drezen (în rusă Эрнест Карлович Дрезен; n. 2/14 noiembrie 1892, Libava, gubernia Curlanda⁠(d), Imperiul Rus – d. 27 octombrie 1937, Moscova, RSFS Rusă, URSS) a fost un inginer și esperantist sovietic. A fost liderul Uniunii Esperantiste Sovietice (SEU). Drezen a fost arestat și ucis în timpul Marii Epurări din anii 1930.

## Biografie
Drezen s-a născut în Letonia în anul 1892. A urmat studiile secundare la Kronstadt, după care a studiat la Universitatea Politehnică „Petru cel Mare” din Sankt Petersburg. În perioada studiilor universitare a fost un membru activ al grupului esperantist studențesc. A urmat o școală de inginerie militară în timpul Primului Război Mondial și a devenit ofițer responsabil cu ingineria electrică într-un batalion țarist. Drezen a participat la Revoluția din Februarie, s-a alăturat Partidului Socialist Revoluționar și apoi Partidului Comunist și a servit în Armata Roșie în perioada 1918–1921. A lucrat apoi pentru guvernul sovietic ca „însărcinat adjunct cu afaceri al Comitetului Executiv Central al Uniunii Sovietice”. Drezen a participat la Congresul al III-lea al mișcării esperantiste panrusești din anul 1921, în timpul căruia a fost fondată Uniunea Esperantistă Sovietică. El a fost responsabil cu elaborarea principiilor organizației și a fost ales președintele acesteia. Drezen a fost, de asemenea, membru al organizației esperantiste internaționale Sennacieca Asocio Tutmonda, deși a criticat metodele ei, și a fost exclus, în cele din urmă, din cauza opoziției sale în anul 1931.
Drezen și-a mutat atenția de la marxism aproape în întregime către mișcarea esperantistă, după o slăbire a standardelor sale ideologice la începutul anilor 1930. Activitatea sa din acest moment s-a concentrat în primul rând pe standardizarea termenilor științifici și tehnici ai limbii esperanto. Drezen a fost eliberat din funcția de președinte al Uniunii Esperantiste Sovietice (SEU) în 1936. El a fost arestat împreună cu alți membri ai SEU la 17 aprilie 1937, ca parte a Marii Epurări ce urmărea eliminarea potențialilor inamici politici ai lui Iosif Stalin, și a fost executat prin împușcare la 27 octombrie 1937. Reputația lui Drezen a fost reabilitată de guvernul Uniunii Sovietice în 1957, iar el a fost reprimit post-mortem în Partidul Comunist în 1989.

## Convingeri
Drezen a descris interesul stârnit de limba esperanto drept „o anumită eliberare din monotonia gri a vieții sociale în timpul dictaturii țariste”. După înființarea Uniunii Sovietice, Drezen a fost un membru activ al Partidului Comunist. El s-a opus includerii anarhiștilor și social-democraților în comunitatea esperantistă și a criticat organizația Sennacieca Asocio Tutmonda pentru că nu ar fi avut un caracter suficient de comunist. Drezen a susținut o abordare internaționalistă a comunității esperantiste și i-a încurajat pe membrii comunității esperantiste sovietice să-i contacteze pe esperantiștii socialiști din alte țări. El credea că statutul de limbă internațională a limbii esperanto trebuia consolidat în rândul muncitorilor înaintea coagulării unei mișcări socialiste la nivel mondial.

## Scrieri
- La Vojoj de Formiĝo kaj Disvastiĝo de la Lingvo Internacia („Modul de formare și răspândire a limbii internaționale”, 1929)
- Zamenhof (1929)
- Historio de la Mondolingvo („Istoria limbii universale”, 1931)
- Analiza Historio de Esperanto-Movado („O istorie analitică a mișcării esperanto”, 1931)
- Skizoj pri Teorio de Esperanto („Schițe de teorie a limbii esperanto”, 1931)